# Bataille d'Anqing
 (mars 2025).
Révolte des Taiping
Batailles
Soulévement de Jintian - Yong'an - Siège de Changsha - Wuchang - Nankin I - Expédition de l'Ouest - Expédition du Nord - Expédition de l'Est - région de Tianjin (1854) - lac de Dongting (1854) - Lianzhen (1855) - Wuhan (1854-1855) - Wuhu (1853 à 1855) - Tongcheng (1855) - Luzhou (1855) - Shanghai (1860 et 1862) - Anqing (1861) - Suzhou (1863) - Nankin (1864)
La bataille d'Anqing (chinois : 安慶之戰) est un siège prolongé de la ville de niveau préfecture d'Anqing dans l'Anhui , en Chine, initié par les forces de l'armée du Hunan fidèles à la dynastie Qing contre les armées du royaume céleste de Taiping. Le siège a commencé en septembre 1860 et s'est terminé le 5 septembre 1861, lorsque les forces impériales sous le commandement de Zeng Guoquan (en) ont percé les murs de la ville et l'ont occupée.

## Contexte
Anqing était stratégiquement importante car elle permettait d'accéder au cours inférieur du fleuve Yangtze, y compris la capitale Taiping de Nanjing en aval. Il a servi de base aux activités de Taiping dans l'Anhui, le Hubei et le Hunan[réf. souhaitée]. Elle était détenue par les Taiping depuis les premiers stades de la rébellion en juin 1853. Zeng Guofan, commandant de l'armée provinciale du Hunan et de facto chef de guerre de la dynastie contre les Taiping  a vu un besoin de reconquérir la ville fortifiée pour poursuivre sa campagne contre la rébellion le long du Yangtze. Un siège d'Anqing a été lancé à la fin de 1860 impliquant jusqu'à 10 000 soldats de l'armée du Hunan sous le commandement de Zeng Guoquan (en), le jeune frère de Zeng Guofan.

## La bataille
En octobre 1860, Chen Yucheng fut envoyé par les dirigeants Taiping avec une armée de plus de 100 000 hommes pour tester les forces impériales à Anqing, dans le but de s'emparer de Wuchang en amont. Cependant, alors qu'ils étaient en route vers Anqing, ils ont été interceptés par 20 000 cavaliers d'élite mandchous sous le commandement du général Duolonga que Zeng Guofan a stationné au sud de Tongcheng. Les troupes de Chen Yucheng sont contraintes de battre en retraite. 
L'intervention étrangère a également renforcé la position des Qing à Anqing. Dans une lettre à la famille datée du 13 juin 1861, Zeng Guofan a ordonné à ses propres navires de surveiller les navires commerciaux britanniques après avoir remarqué que des marchands étrangers déchargeaient du riz aux rebelles à Anqing. Zeng a obtenu avec succès le soutien du consul britannique Frederick Bruce en imposant un blocus naval à Anqing pour empêcher les rebelles de commercer avec les marchands étrangers. 
Alors que le siège prolongé se poursuivait jusqu'à l'été 1861, la population d'Anqing était de plus en plus affamée et le cannibalisme était signalé. Fin août, Chen Yucheng a fait une dernière tentative désespérée pour briser le siège d'Anqing, mais a été repoussé au col de Jixian après de vigoureux combats avec les forces terrestres et navales de Zeng Guofan. Avec ses troupes épuisées, Chen s'est retiré le 3 septembre et deux jours plus tard les murs de la ville ont été violés.
Avec Anqing aux mains impériales, les Taiping ont perdu leur bastion en Chine centrale. Zeng établit à Anqing, comme  nouveau quartier général et l'utilise pour coordonner l'assaut impérial sur la capitale Taiping à Nanjing.